# Mustajoki (vattendrag i Finland, Mellersta Finland)
Mustajoki är ett vattendrag i Finland.   Det ligger i landskapet Mellersta Finland, i den södra delen av landet, 210 km norr om huvudstaden Helsingfors.